# Sporobolus lanuginellus
Sporobolus lanuginellus är en gräsart som beskrevs av René Charles Maire. Sporobolus lanuginellus ingår i släktet droppgräs, och familjen gräs. Inga underarter finns listade i Catalogue of Life.